# Slag bij Straatsburg
De Slag bij Straatsburg, ook bekend als de Slag bij Argentoratum vond plaats in 357 tussen het West-Romeinse Rijk onder leiding van de Caesar (plaatsvervangend keizer) Julianus en de confederatie van de Alemannische stammen onder leiding van Chnodomar. De slag vond plaats bij Straatsburg, Argentoratum genoemd in Ammianus Marcellinus' verslag, Argentorate in de Tabula Peutingeriana (deel 2).
Hoewel het in de minderheid was, won het Romeinse leger de veldslag na een zwaarbevochten gevecht met de Alemannen. Zelf leden ze verwaarloosbare verliezen, maar de Romeinen dreven de Alemannen over de Rijn, waarbij ze hen zware verliezen toebrachten. Het Romeinse leger, een keizerlijk leger van Julianus, was klein maar van een hoge kwaliteit. De slag werd gewonnen dankzij de vaardigheid van de Romeinse infanterie hoewel de Romeinse cavalerie in het begin van de slag zwak presteerde.
De slag was de climax van Julianus' veldtochten in 355-57 om de Germaanse plunderaars te verdrijven uit Gallië en om de Romeinse verdedigingslinie van forten langs de Rijn te herstellen, want ze waren grotendeels verwoest tijdens de Romeinse burgeroorlog van 350-53. In de jaren na zijn overwinning bij Straatsburg kon Julianus de forten langs de Rijn herstellen en er garnizoenen plaatsen. Ook legde hij de Germaanse stammen langs de grens belastingen op.

## Achtergrond

### Allemannen

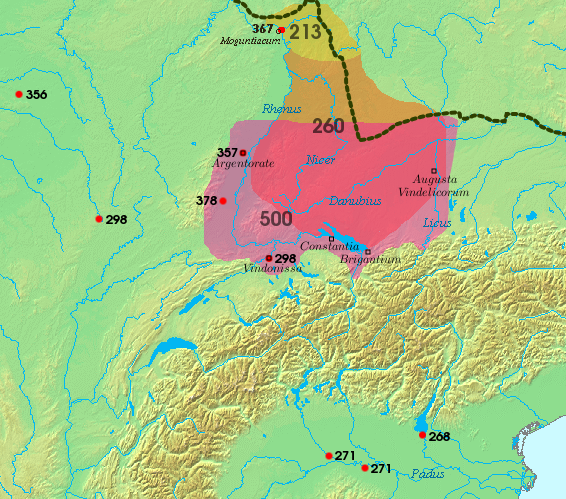
Deze kaart toont de omvang van het gebied van de confederatie van de Alemannen op verschillende tijdstippen. Oorspronkelijk kwamen ze uit de regio rond de Main, maar in de tijd van Julianus bevonden ze zich in de Agri decumates (donkerder rood). Dit had eerder deel uitgemaakt van de Romeinse provincie van Germania Superior, maar was verlaten door de Romeinen in het midden van de derde eeuw.

Tijdens de derde eeuw smolten de kleine en onderling verdeelde stammen van Germania libera ("Vrij Germanië", Germanië buiten het rijk) samen in grote confederaties: de Franken (Noordwest-Germanië), de Alemannen (Zuidwest-Germanië) en de Bourgondiërs (Centraal-Germanië). Hoewel ze verdeeld waren door onderlinge strijd konden deze confederaties grote legers op de been brengen en konden ze een grotere bedreiging voor het rijk gevormd hebben dan eerder gedacht werd.
De Allemannen, die oorspronkelijk uit de Mainvallei van Centraal-Germanië kwamen, hadden de Agri Decumates gekoloniseerd (ongeveer de moderne deelstaat Baden-Württemberg in Zuidwest-Duitsland) toen de regio geëvacueerd werd door de Romeinen in het midden van de derde eeuw, nadat ze meer dan 150 jaar had behoord tot de Romeinse provincie Germania Superior. De Alemannen richtten een aantal kleine pagi (gouwen) op. Deze sloten zich later bij elkaar aan en vormden zo koninkrijken (regna) die permanent en erfelijk waren.
De total Germaanse populatie van Alamannia op dat moment moet ongeveer 120-150.000 bedragen hebben. Dit komt overeen met de ongeveer 10 miljoen inwoners van Romeins-Gallië, wat betreft bevolking per vierkante kilometer. De Alemannische samenleving was een gewelddadige krijgerssamenleving gebaseerd op clans die elkaar bevochten, wat ervoor zorgde dat de Alemannen veel goede krijgers hadden.
Het lijkt erop dat toen de slag bij Straatsburg plaatsvond de confederatie van de Alemannen onder leiding was van twee koningen: Chnodomar en Westralp. Chnodomar was de drijvende kracht. Hij was een man met een wonderbaarlijk gestalte, kracht en energie, en hij kreeg de bijnaam Gigas ("de Reus") van de Romeinen. Hij moet een formidabel zicht geweest zijn met zijn "schitterende" helm (waarschijnlijk bedekt met bladgoud) en paradepantser. Hij wordt beschreven door Ammianus als het "kwaadaardige brein" achter de invasie in Gallië. Onder de twee hoogste koningen waren er nog 7 andere koningen. Het is mogelijk dat de lagere koningen de heersers waren over de pagi. Onder de heersende klasse bevond zich de adel (optimates genoemd door de Romeinen) en krijgers (armati). De krijgers bestonden uit professionele oorlogsbendes en lichtingen van vrije mannen. Elke edelman kon ongeveer 50 krijgers op de been brengen.

### Germaanse invasie van Gallië

Noordoost-Gallië en de Rijngrens van het Romeinse Rijk in de tijd van Julianus.

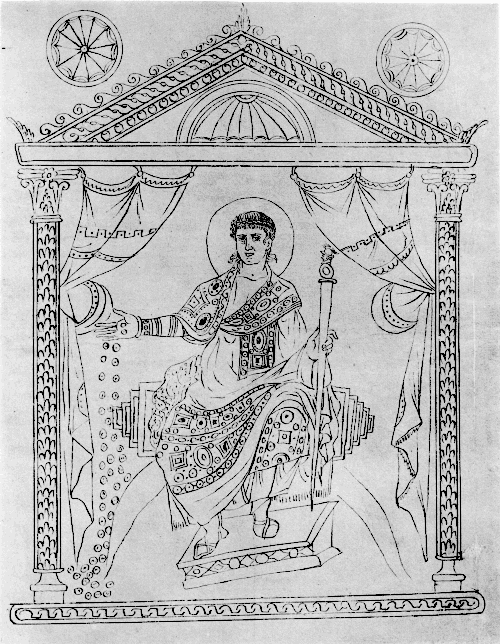
Keizer Constantius II (regeerde van 337-61), Julianus' neef en keizer. Hij was een van de drie zonen en opvolgers van Constantijn I de Grote. Hij overleefde zijn twee broers zodat hij 350 de absolute heerser werd. Hij is afgebeeld met een aureool, zoals de meeste christelijke keizers van die periode. Portret van een manuscript uit de Chronografie van 354, Rome.

In januari 350 werd het Romeinse Rijk geregeerd door twee zonen van Constantijn I de Grote, de Augusti (gezamenlijke keizers); Constans heerste over het westen en Constantius II heerste over het oosten (de derde broer, Constantijn II, was eerder al afgezet en vermoord door Constans' agenten in 340).
Maar in die maand werd ook Constans op zijn beurt van de troon gestoten en gedood door de usurpator Magnentius, een laetus uit Gallië die comes (bevelhebber) was geworden van een elitebrigade in Constans' comitatus (mobiel leger). In het oosten was Constantius verwikkeld in een aanslepende oorlog tegen de Perzen onder Shah Shapur II (regeerde van 337-350). Maar hij sloot onmiddellijk een vredesverdrag met hem om Magnentius aan te kunnen vallen. Hij leidde zijn eigen comitatus naar Illyricum, waar hij ook de leiding nam over de lokale comitatus. Hierdoor telde zijn leger nu ongeveer 60.000 man. Magnentius verzamelde een leger bestaande uit de Gallische comitatus (ca. 25.000 man) en waarschijnlijk enkele Frankische en Saksische foederati (bondgenoten) en rukte op tegen Constantius in Illyricum.
De Franken en Alemannen aan de Rijngrens grepen nu de mogelijkheid aan om het grootste deel van Oost-Gallië en Raetia binnen te vallen, omdat de beste Romeinse legers afwezig waren door de burgeroorlog. Libanius schrijft dat ze aangespoord werden om dat te doen door brieven van Constantius, om zo problemen te veroorzaken in de rug van Magnentius. De barbaren veroverden veel Romeinse forten langs de Rijn, vernietigden hun versterkingen en zetten permanente kampen op op de westelijke oever van de rivier, die ze dan gebruikten als uitvalbasis om Gallië te plunderen tijdens de vier jaar die de burgeroorlog zou duren (350-3). Meer dan 20.000 Romeinse burgers zouden gedeporteerd zijn uit Gallië en gedwongen zijn om te werken op de velden van de Alemannen. Dit zou op zijn beurt het aantal Alemannen dat plunderde in Gallië vergroot hebben omdat velen nu niet meer moesten werken op hun velden.
Ondertussen sneuvelde een enorm aantal van de beste troepen van Rome, waaronder het grootste deel van de Gallische comitatus en misschien de helft van het oostelijke/Illyrische leger tijdens de burgeroorlog. In de slag bij Mursa in Pannonië (351), een van de bloedigste in de geschiedenis van Rome, verloor Magnentius geschat 24.000 man (twee derde van zijn leger). Hoewel het de overwinning had behaald, leed Constantius' leger zelfs echter nog grotere verliezen (ongeveer 30.000). Een beslissende veldslag bij Mons Seleucus in de Alpen zorgde voor nog meer zware verliezen. Zulke enorme verliezen van de beste troepen zorgden ervoor dat deze niet snel of gemakkelijk zouden kunnen vervangen worden. Constantius, wiens hoofdstad nu in Mediolanum (Milaan) lag, had nu nog een keizerlijk leger van ongeveer 30.000 man, maar Illyricum en het oosten hadden nu geen comitatus meer. Door hernieuwde Perzische aanvallen was het oosten de eerste prioriteit voor versterkingen en Illyricum de tweede. In deze omstandigheden kon Constantius slechts 13.000 man achterlaten in de Gallische comitatus, wat ongeveer de helft is van zijn vroegere sterkte. De Frankische generaal Silvanus werd aangeduid als opperbevelhebber (magister equitum). Door zijn eigen comitatus te gebruiken kon Constantius de Alemannen uit Raetia drijven (354) en de koningen van het zuiden van Alemannië, Vadomarius en Gundomadus aan zich binden met een verdrag of alliantie. Ondertussen kon Silvanus ook grote vooruitgang boeken bij het stabiliseren van de situatie in Gallië. Maar in het volgende jaar (355) werd Silvanus door valse beschuldigingen uit het keizerlijke hof aangespoord om zichzelf keizer te verklaren in Colonia Agrippina (Keulen) en om zijn mannen in een opstand tegen Constantius te leiden. Constantius antwoordde door een groep protectores domestici (keizerlijke stafofficieren) naar Colonia Agrippina te sturen, waaronder de toekomstige historicus Ammianus zelf, onder leiding van Ursicinus. Deze kwamen al snel overeen dat ze Silvanus zouden vermoorden om zo verdere muiterijen te voorkomen. Maar de keizer besliste dat hij een lid van zijn eigen dynastie (het Huis van Constantijn, bekend aan de Romeinen als de Flavii, naar Constantijn de Grotes nomen gentile) nodig had om het rijk gezamenlijk te regeren. Dit was een moeilijke beslissing voor een paranoïde heerser die al zijn familieleden met erg veel argwaan bekeek en die al 2 nonkels en 7 neven had laten vermoorden, waaronder Julianus' halfbroer Constantius Gallus. Hij stelde zijn neef Julianus aan als Caesar (plaatsvervangend keizer) voor de "Tres Galliae" (de "Drie Galliës": diocees Gallië, Spanje en Britannië) en gaf hem het opperbevel over de legers in Gallië. De aanstelling, hoewel het met enthousiasme ontvangen werd door de troepen te Mediolanum, werd meer gezien als ongeschikt voor Julianus, aangezien hij nog maar 23 jaar oud was, geen militaire ervaring had op dat moment en tot dan toe zijn tijd had doorgebracht met filosofie te studeren in Athene. Maar Constantius' eigen 'familiezuiveringen' hadden hem weinig keus gelaten: Julianus was zijn enige overlevende mannelijke, dichte familielid.
De taak die Julianus opgelegd had gekregen was erg ontmoedigend. De burgeroorlog had ervoor gezorgd dat Gallië in een chaotische staat achtergelaten was. De defensieve linie van de Rijn was grotendeels ingestort. Volgens Ammianus waren er nog slechts drie versterkingen op de Rijn in Romeinse handen: een toren bij Keulen en twee forten, bij Rigodunum (Remagen) en bij Confluentes (Koblenz). Grote groepen barbaren zwierven rond in Noordoost-Gallië en plunderden het gebied naar hartenlust, zelfs tot aan de Seine. De groepen plunderende vijanden waren zo groot dat Silvanus door de Romeinen als een dapper man beschouwd werd omdat hij een groot leger (8.000 man) over een weg omringd met bomen had geleid door het hart van Gallië, ondanks het risico op een hinderlaag. Verder waren de Romeinse limitanei (soldaten die instonden voor het verdedigen van de grens) langs de Rijn gedecimeerd door de val van het grootste deel van hun forten, terwijl deze die het hadden overleefd weggevlucht waren van de grens om de steden in Gallië van een garnizoen te voorzien. Cynici in Constantius' hof in Mediolanum zeiden dat hij Julianus een onmogelijke missie had gegeven om zich te ontdoen van een potentiële rivaal voor de troon. Julianus verraste echter iedereen door zich te bewijzen als een efficiënt militair leider.

## Aanloop

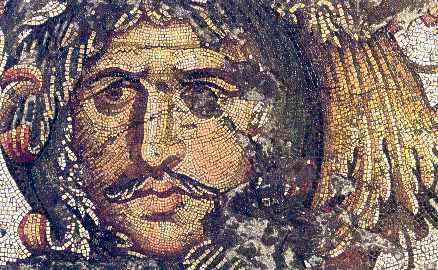
Portret van een barbaar. Mozaïekfragment uit het Grote Paleis in Constantinopel. Zesde eeuw.

Colonia Agrippina in de Romeinse tijd. Keulen werd geplunderd en bezet door de Franken in 353 en heroverd door Julianus in 356.

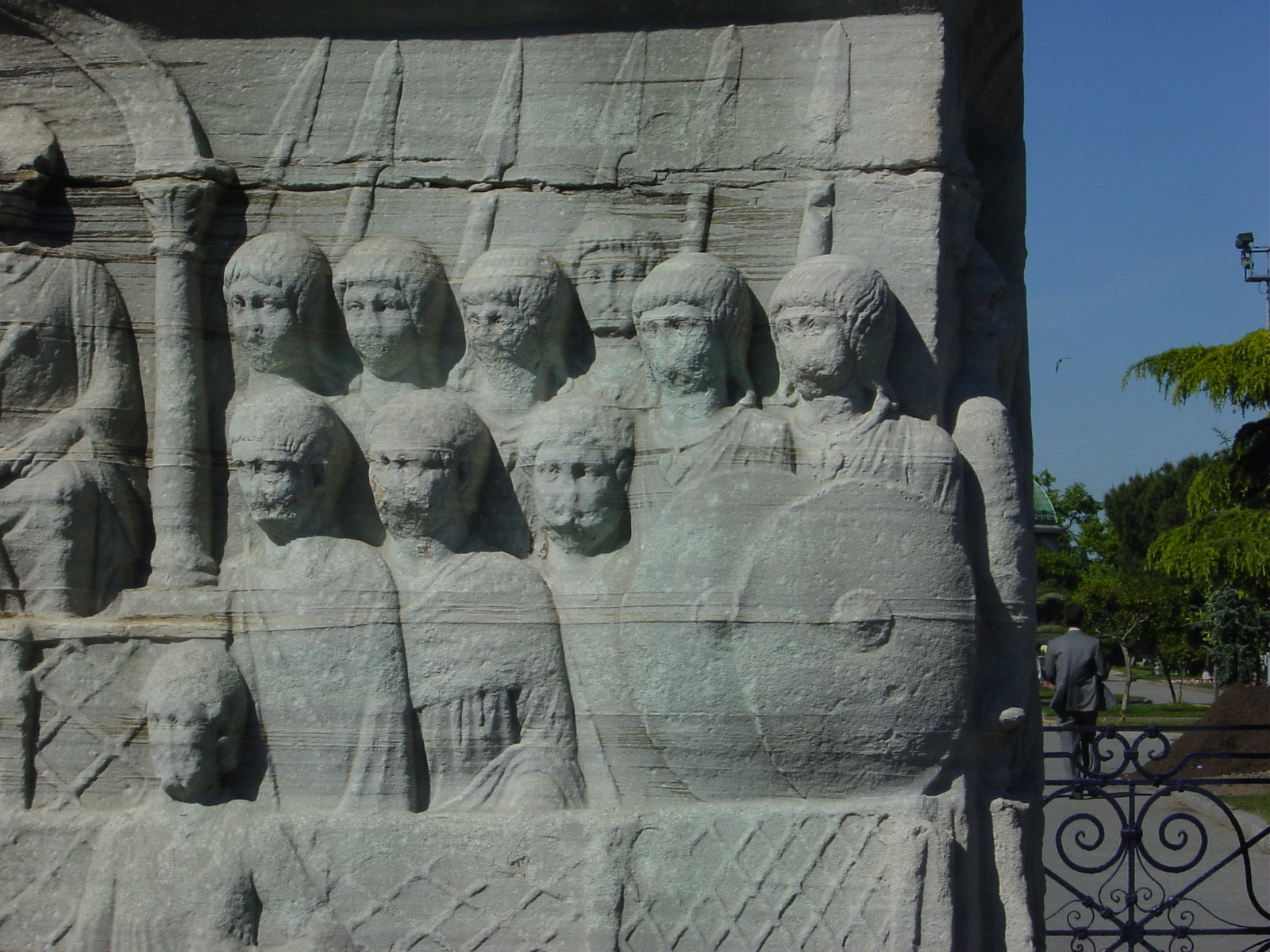
Romeinse soldaten uit de late vierde eeuw, de meesten waren niet geboren in het Romeinse Rijk. Let op de kettingen met regimentshangers en het lange haar, een stijl geïmporteerd door de barbaarse rekruten, wat sterk in contrast staat met het korte haar van het Principaat.

Constantius gaf Julianus als persoonlijke cavalerie-escorte waarschijnlijk 200 scholares. Verder gaf hij ook nog een regiment cataphractarii of clibanarii (zware cavalerie) en enkele ruiterboogschutters (in totaal 360 man). Op weg naar Gallië uit Mediolanum kreeg hij in Taurini (Turijn) het rampzalige nieuws dat Colonia Agrippina, de belangrijkste stad voor Rome op de Rijn dat ook diende als militaire fort, in handen van de Franken gevallen was. Hij bracht de winter van 355/356 met zijn escorteleger in Vienna (Vienne) door, niet ver ten zuiden van Lugdunum (Lyon). Voor het veldtochtenseizoen van 356 was Julianus' eerste taak zich aan te sluiten bij de belangrijkste comitatus van Gallië, die de winter had doorgebracht in Remi (Reims) onder leiding van de magister equitum, Ursicinus' nog maar kort geleden aangeduide opvolger, Marcellus. Hiervoor moest zijn leger lang marcheren door land dat zwermde van de plunderende Alemannen, waarvan vele groepen groter waren dan Julianus' escorteleger en experten waren in het leggen van hinderlagen. Op zijn weg verraste en verdreef Julianus echter een grote groep barbaren die Augustodunum (Autun) had omsingeld en hij versloeg een andere plunderende groep in Morvan.
In Reims toonde Julianus zijn karakteristieke stoutmoedigheid door te beslissen, in gezamenlijk overleg met zijn bevelhebbers, om het Alemannenprobleem op te lossen door het aan te pakken bij de bron door naar de Elzas te marcheren om de Romeinse controle over de regio te herstellen. Onderweg werd zijn leger echter in een hinderlaag aangevallen en bijna vernietigd bij Decem Pagi (Dieuze) door een grote Germaanse groep die twee achterhoedelegioenen die het contact met de rest van het leger verloren waren door de dikke mist, aangevallen hadden. Ze werden gered door regimenten van de auxilia palatina die het strijdgewoel opmerkten. Op de weg verder naar Brotomagus (Brumath) in de Elzas joeg Julianus' leger een andere groep Germanen op de vlucht.
Maar nadat hij de situatie in de Elzas beoordeeld had, besloot hij logischerwijs dat zijn leger niet groot genoeg was om de Alemannen te overwinnen. In plaats daarvan ging hij weg om Colonia Agrippina (Keulen) te heroveren. Hij leidde zijn leger vanuit Divodorum Mediomatricorum (Metz) via Augusta Treverorum (Trier) naar Confluentes (Koblenz) en van daaruit langs de Rijn naar Colonia Agrippina. Hij kon de stad zonder tegenstand binnengaan met zijn leger. Daarna beval Julianus zijn mannen om de stadsmuren te herbouwen. Ten slotte sloot Julianus een vredesverdrag met de Franken. Dit had het belangrijke resultaat dat de helft van de vijanden er niet meer was en nu kon Julianus zich met al zijn troepen ter beschikking focussen op de Alemannen.
Voor de winter van 356/7 koos hij Senones (Sens) als zijn eigen winterkwartieren, maar hij legerde het grootste deel van zijn troepen in andere dorpen, zo legerde hij bijvoorbeeld het grootste deel in Remi (Reims) onder Marcellis, om de lokale bevolking zo weinig mogelijk last te bezorgen door deze te verspreiden. Een grote groep Alemannen hoorde ervan dat Julianus nu minder goed bewaakt werd en belegerde hem in Senones. Julianus' soldaten konden het echter een maand uithouden totdat de Germanen zich terugtrokken. Hij was echter zo in de minderheid dat hij zijn fort niet kon verlaten om de vijanden te achtervolgen. Tijdens het beleg was het Marcellus niet gelukt om hem te komen helpen. Door dit verzuim werd hij, beschuldigd van lafheid door Ammianus, ontheven uit zijn functie als magister equitum door Constantius en vervangen door Severus, een officier die zich al had onderscheiden en die het beter kon vinden met Julianus.
Voor het veldtochtenseizoen van 357 werd er in Constantius' hof in Mediolanum (Milaan) overlegd om de Alemannen in Oost-Gallië in een val te lokken met een tangbeweging. Julianus zou vanuit Remi (Reims) naar het oosten gaan, terwijl het grootste deel van Constantius' comitatus van Italië (25.000 man sterk) onder magister peditum (veldmaarschalk) Barbatio naar Augusta Rauracorum (Augst) in Raetia gestuurd zou worden, vanwaar het verder naar het noorden zou moeten marcheren om zich aan te sluiten bij Julianus. De Alemannen zouden zo in het nauw gedreven worden in de Elzas.
Maar grote groepen Alemannen die de bedreiging die het Romeins manoeuvre voor hen zou betekenen negeerden, vielen de rijke vallei van de Rhône binnen en plunderden deze, waarbij ze zelfs de grote stad Lugdunum (Lyon) probeerden in te nemen. De aanval werd echter tegengehouden toen de muren te sterk bleken te zijn voor de Germanen en het garnizoen, waarschijnlijk limitanei, te dapper. Niettemin hadden de Germanen een groot gebied vernield en enorm veel buit gemaakt.
Nu waren de Germanen echter gevangen in Gallië, want hun terugkeerroute naar de Rijn was versperd door de Romeinse legers. Julianus' stuurde cavalerie-eenheden om hinderlagen voor te bereiden op drie wegen en deze konden met succes de terugkerende barbaarse groepen onderscheppen en vernietigen. Maar in Barbatio's sector kon het grootste deel Germanen ongehinderd terugkeren: Barbatio's hoofd van de staf Cella weigerde om twee van zijn cavalerietribunen (bevelhebbers over een regiment) Valentinianus (de latere keizer Valentinianus I, heerste van 364-75) en Bainobaudes hun cavalerie-eenheden op te laten stellen bij een weg waarvan ze verwachtten dat de vijanden hem zouden gebruiken. Het ontsnappende leger bereikte enkele eilanden in de Rijn bij Argentoratum (Straatsburg) waar ze hun kampen voor de veiligheid hadden opgezet als antwoord op de Romeinse tangbeweging. Niettemin bleef Julianus hen achtervolgen. Hoewel ze geen boten hadden konden zijn mannen een eiland bereiken, want de rivier was op een moment doorwaadbaar geworden door de droogte. Een volledige groep Germanen werd verrast en afgeslacht, en dit werd herhaald op een paar andere eilanden. Als antwoord evacueerden de Germanen de overblijvende eilanden, waarbij ze ook hun bagage en buit naar de overkant van de Rijn brachten.
Julianus richtte nu zijn aandacht op het heropbouwen van het fort bij Tres Tabernae (Saverne) dat vernietigd was geweest door de Alemannen. Tres Tabernae lag langs de weg van Mediomactri (Metz) naar Argentoratum (Straatsburg), de belangrijkste weg door de Vogezen naar het noorden van de Elzas. Het was ook een locatie die een goed uitzicht had over de Rijnvallei.
Ondertussen werd, waarschijnlijk dicht bij Argentoratum, de voorhoede van Barbatio's leger aangevallen in een hinderlaag door een groot Germaans leger toen hij het kamp van Julianus' plaatsvervangend generaal, Severus, die blijkbaar gescheiden van Julianus werkte, naderde. De voorhoede vluchtte in wanorde en Barbatio leidde de rest van zijn leger weg in een haastige vlucht, in plaats van de Germanen aan te vallen. Ze werden achtervolgd door de Germanen, uit de Elzas en al diep in Raetia, waarbij ze het grootste deel van de kampvolgers, lastdieren en bagage verloren. Daarop trok Barbatio zich terug met zijn volledige leger, zonder de toestemming van Julianus. Hij stuurde zijn leger over de Alpen naar de winterkwartieren in Italië, ondanks het feit dat het in het midden was van het veldtochtenseizoen en dat de Alemannen nog helemaal niet verslagen waren of verdreven waren uit de Elzas. Dit zorgde ervoor dat het Romeinse leger nu met twee derden verkleind was en dat de nijptangstrategie niet meer toegepast kon worden. Het is onbekend of Constantius Barbatio's acties had aangespoord, maar het lijkt onwaarschijnlijk dat de magister equitum het zou geriskeerd hebben om de operaties af te breken zonder weet te hebben van de goedkeuring van de keizer. Hoewel Ammianus zelf niet volledig te vertrouwen is, lijkt hij zijn gedrag toe te schrijven aan de lafheid en kwaadwilligheid van Barbatio zelf. Chnodomar kon de versterking die Julianus had aangebracht bij Tres Tabernae (Saverne) niet negeren, want het bedreigde zijn controle over de Elzas en blokkeerde zijn hoofdroute naar het Gallische binnenland. Hij was deze regio begonnen te zien als gebied van de Alemannen nadat hij het al enkele jaren bezet had gehouden. Hij zei ook dat hij brieven van Constantius bezat waarin stond dat hij het recht had om dit land te bezetten. Chnodomar was verrast en ontzet door Julianus' succesvolle veldtochten van 355-7. Maar hij kreeg echter weer moed door zijn eigen successen tegen Barbatio en hij kwam te weten van een deserteur dat de Caesar door Barbatio's terugtrekking nu nog slechts over 13.000 man beschikte. Nadat hij twee Romeinse magistri verdreven had (Barbatio en daarvoor Magnentius' luitenant, Decentius), had Chnodomar de traditionele angst van de barbaren om tegen de Romeinen te vechten in een veldslag verloren.
De hoge koningen van de Alemannen bevalen nu een massamobilisatie van alle lidstammen van de confederatie, en ze moesten zich verzamelen bij Argentoratum (Straatsburg). Daarbovenop kreeg hij de tijdelijke steun van de Alemannen bij Raetia, dat gepacificeerd was door Constantius in 355. Hun leiders werden omvergeworpen in een anti-Romeinse staatsgreep door hun optimates (edelen). Gundomad werd gedood en Wadomar werd gedwongen om zijn verdrag te breken en zich bij Chnodomar aan te sluiten. Uiteindelijk kregen ze ook de hulp van een aantal niet-Alemannische stammen (waarschijnlijk Bourgondiërs), deels voor diensten die ze aan hen hadden in het verleden, deels tegen betaling. Bij Argentoratum verzamelden ze volgens Ammianus een leger van 35.000 man. Dit kan overdreven zijn, maar de uitzonderlijke grootte van het leger kan ook aangetoond worden door de aanwezigheid van alle koningen van de Alemannen en het verslag van een gevangengenomen verkenner dat de Germanen drie volledige dagen nodig hadden gehad om de Rijn over te steken over de brug bij Argentoratum. Hun doel was om Julianus te verslaan in een veldslag enkel en alleen door hun getaloverwicht. Ze prikkelden Julianus door hem een ultimatum te sturen dat hij de Elzas onmiddellijk moest verlaten.
Julianus had nu te maken met een dilemma. De veiligere optie was om Chnodomars uitdaging te negeren en zijn leger in hun versterkte basissen te houden en versterkingen af te wachten, als het nodig was zelfs tot aan het veldtochtenseizoen van het volgende jaar. Maar het optreden van Barbatio en de keizerlijke comitatus in de recente veldtocht gooien twijfel over of zulke versterkingen zouden komen en of ze wel hun waarde zouden kunnen bewijzen. Dit zou Gallië ook blootstellen aan een enorme Germaanse invasie, net op het moment dat de oogst moest binnengehaald worden. Anderzijds kon hij ook alleen tegen Chnodomar vechten. Zijn soldaten schreeuwden voor onmiddellijke actie, en een weigering zou het moraal tot een dieptepunt brengen en er zou zelfs muiterij van kunnen komen, een gevaar dat altijd, net als het zwaard van Damocles, boven het hoofd van een Romeinse generaal hing. Een gevecht op dat moment gaf echter ook de kans op een beslissende overwinning, want de Alemannen waren nu eens allemaal bij elkaar gebracht en niet verdeeld in veel kleine groepjes. Dit argument werd aangehaald door Florentius, de praefectus praetorio Galliarum (gouverneur-generaal van Gallië), die het cruciale werk had om voor de rekruten, salarissen en voorraden van het leger te zorgen. De Romeinen wonnen bijna altijd een veldslag tegen barbaren dankzij hun superieure bewapening, organisatie en training. Maar in dit geval was het duidelijk een operatie met een enorm risico door het enorme Germaanse getaloverwicht.
Julianus besliste om de Alemannen aan te vallen met het leger dat hij nu tot zijn beschikking had.

## Verloop

### Mars naar het slagveld
Het veldtochtenseizoen sleepte nu al een tijdje aan, want Julianus had tamelijk wat tijd gespendeerd aan het herstellen van de Elzas. Het was echter nog steeds zomer, want het was warm en de tarwe was klaar om geoogst te worden. Het was daarom waarschijnlijk augustus.
Het reconstrueren van de dag van de slag is moeilijk door de elkaar tegensprekende elementen in Ammianus' verslag (wat veroorzaakt kan zijn door kopieerfouten). Het lijkt erop dat Julianus' leger vertrok bij zonsopkomst en in het zicht van de Germaanse versterkingen (vallum) buiten Argentoratum gekomen was rond de middag, na een mars van 21 Romeinse mijlen (ongeveer 31 km). Een element van Julianus' speech insinueert echter dat het leger nog ver verwijderd was van haar bestemming en dat het een nachtelijke mars zou moeten ondernemen om deze te bereiken, maar dit klopt niet met alle andere bronnen en mag dus waarschijnlijk genegeerd worden. Het startpunt was waarschijnlijk de Elzas, want het is de laatste vermelde locatie van Julianus' leger, en het had een goede verbinding naar Argentoratum via een Romeinse weg.
Op het einde van de mars gaf Julianus een speech aan het leger. Zijn woorden kunnen insinueren dat Julianus al een versterkt kamp had gebouwd (wat kan kloppen gezien het Romeinse gebruik om dat te doen na een mars), of dat hij enkel voorstelde om dat te doen. In elk geval lijkt het erop dat Julianus probeerde om een eventuele slag uit te stellen tot de volgende dag, want hij was bezorgd dat zijn mannen te afgemat waren door de zes uur lange mars in de hete zon. Maar zijn officieren en soldaten wilden hier niets van weten en riepen dat ze onmiddellijk wilden opmarcheren naar de vijand. Julianus, die naar eigen zeggen trots op was dat hij naar de algemene mening handelde, gaf toe. Omdat Ammianus echter zegt dat de slag en de daaropvolgende achtervolging eindigden na zonsondergang, lijkt het onwaarschijnlijk dat het leger onmiddellijk na de mars in de middag aangevallen zou hebben zonder enkele uren rust en verfrissing (en, als er een kamp gebouwd werd, ook een aantal uren daarvoor). Daarom lijkt het waarschijnlijk dat de slag begon in de late namiddag.
Chnodomar, die gealarmeerd werd door zijn verkenners dat het Romeinse leger in aankomst was, stuurde zijn leger voor de vernielde muren van Argentoratum naar het slagveld dat hij had gekozen. Het slagveld was een heuvel met een zachte helling, een aantal kilometer verwijderd van de Rijn en gedeeltelijk met velden met rijpe tarwe. Libanius zegt dat er aan een kant een "verhoogde waterloop" was (waarschijnlijk een aquaduct of kanaal), gebouwd over een moeras. Maar dit lijkt onwaarschijnlijk als Ammianus' uitspraak dat de slag plaatsvond op hoger gelegen grond in acht genomen wordt (want water kan niet heuvelopwaarts stromen), en kan overgenomen zijn van een ander detail van Julianus' veldslagen. Een theorie is dat de slag plaatsvond bij de stad Oberhausbergen, 3 km ten noordwesten van Straatsburg. De westelijke rand van het slagveld werd gevormd door de Romeinse weg die Metz met Straatsburg verbond. Aan de overkant van die weg lag omgewoelde, beboste grond, onbegaanbaar voor cavalerie.

### Slaglinies

Gereconstrueerde slaglinie bij Straatsburg. Bij de Romeinen bezetten de legioenen het centrum, de auxilia de vleugels. Let op Julianus' positie, met zijn 200 man sterke cavalerie-escorte (waarschijnlijk scholares) tussen de twee Romeinse linies en Severus' afgescheiden positie op de linkerflank. De Romeinse linies zijn gebaseerd op een 15.000 man sterk leger. Bij de Germanen zijn de troepen opgesteld per pagus, met elke pagus onder een koning. Let ook op de infanterie die verborgen is in het bos (links) en tussen de cavalerie staat (rechts).

De Germanen wachtten de Romeinen op. Waarschijnlijk waren ze gegroepeerd op de heuvelkam om zo Chnodomars mannen het voordeel te geven om heuvelafwaarts te vechten. De Germaanse linkerflank werd bezet door Chnodomar en zijn cavalerie. Chnodomar paste een strategie toe die aantoont dat hij goed wist welk gevaar de Romeinse zware cavalerie voor hem kon betekenen: hij plaatste lichtbewapende infanterie tussen de cavalerie. Deze waren gemakkelijk te verbergen in de tarwevelden. Het idee hierachter was dat als het tot een treffen kwam de voetsoldaten de katafrakten of clibanarii neer zouden halen door rond te kruipen en de paarden in de onderbuik te steken, die onbeschermd was. De ruiters die daardoor van hun paarden zouden vallen en gehinderd zouden worden door hun zware pantser, zouden dan gemakkelijk verslagen kunnen worden. De Germaanse rechterflank blokkeerde de weg naar Argentoratum, terwijl er in het bos langs de weg een tamelijk grote groep krijgers verborgen was in een hinderlaag op bevel van Chnodomar. De rechterflank stond onder bevel van zijn neef Serapio (die zijn Griekse naam had gekregen van zijn vader, die Hellenofiel was). Hoewel hij nog een tiener was had Serapio al militaire kwaliteiten getoond die zijn oom waard waren. De rest van de linie was waarschijnlijk verdeeld in pagieenheden onder de vijf koningen en tien kleinere koningen.
Julianus stelde zijn infanterie op in twee linies met een grote plaats tussen, en elke linie was verschillende rangen diep. Dit was een standaardopstelling voor de Romeinen: de troepen in de achterste linie waren reserves die zouden kunnen tussenkomen als de vijand door de eerste linie dreigde te breken, en om mogelijkheden uit te buiten als deze zich aanboden. Tijdens de slag zouden de boogschutters (sagittarii) achter de voorste linie gestaan hebben om zo de vijandige rangen te verbreken met hun pijlen. Dit is vooral waarschijnlijk omdat de Romeinen meer en betere boogschutters hadden dan de Germanen, wat hen voordeel gaf als er projectielen zouden uitgewisseld worden op lange afstand. Maar Ammianus vermeldt niet of dit gebeurde in deze slag. Op de rechterflank stond de volledige cavalerie. Meest waarschijnlijk was de lichte cavalerie vooraan opgesteld, om de vijand aan te vallen met een soort guerrillatactiek voor de zware cavalerie zijn charge begon. Julianus stelde op de linkerflank een afgescheiden divisie onder Severus om het leger te beschermen tegen de Germanen in het bos, blijkbaar met de orders om hen aan te vallen, waarschijnlijk om een verrassingsaanval uit te voeren op de Germaanse rechterflank. Zij stonden iets meer naar achteren opgesteld. Julianus zelf, met zijn escorte van 200 scholares, nam waarschijnlijk zijn positie in tussen de Romeinse linies, wat hem een goed, maar toch nog relatief beschermd zicht op het slagveld gaf.
Julianus' beste hoop op een snelle overwinning lag in een doorbraak van de cavalerie. De Germaanse cavalerie was waarschijnlijk niet alleen kleiner dan de zijne, maar omdat ze ook weinig bepantsering hadden waren ze kwetsbaar tegen zijn eigen zwaar bepantserde regimenten, vooral de katafrakten. Als ze de vijandige cavalerie op de vlucht zouden kunnen drijven, zou zijn cavalerie de Germanen in de flank of in de rug kunnen aanvallen, en zou de slag zo goed als gewonnen zijn. Julianus' cavalerie zou dus proberen om een schokaanval uit te voeren; ze zouden aanvallen in een wigformatie met de cavalerie in de punt, de andere goed bepantserde cavalerie aan de zijden en de lichtbewapende cavalerie uiterst rechts, klaar om een omsingelingsmanoeuvre tegen te gaan en om de vijandige cavalerie te achtervolgen. De schok zou de vijandige formatie breken, en de Germanen zouden verslagen worden in het daaropvolgende handgemeen. Als deze cavaleriecharge echter zou mislukken, zou Julianus moeten vertrouwen op zijn infanterie, waarbij de superieure Romeinse bepantsering, training en discipline bijna onvermijdelijk de overhand zou halen.

### Het gevecht
Zodra de twee legers opgesteld waren steeg er een geroep op vanuit de Germaanse rangen dat luid riep dat Chnodomar en zijn gevolg stamhoofden moesten afstijgen van hun paarden en het grootste deel van de Germaanse krijgers van voor de linie moesten leiden. Chnodomar en de stamhoofden deden dit onmiddellijk. Door dit te doen gaf Chnodomar zijn strategische controle over de slag op, want als hij vast zou zitten in het midden van de actie, zou hij niet kunnen weten wat er gebeurde op andere plaatsen. Julianus anderzijds behield zijn positie en kon zo op alle gebeurtenissen op het slagveld een antwoord klaarhebben, zoals de vlucht van zijn cavalerie. Het is onduidelijk waar Julianus stond maar het is waarschijnlijk in de ruimte tussen de twee Romeinse linies.
De belangrijkste Romeinse charge zal waarschijnlijk voorafgegaan zijn door aanvallen van de lichte cavalerie. De ruiterboogschutters zouden uitvoeren wat de Romeinen kenden als het "Parthische schot": rijden tot de vijand in bereik kwam, een regen pijlen laten neerkomen, dan haastig terugtrekken en de afstand gebruiken om een achtervolging te ontsnappen. Dit kon verschillende keren herhaald worden, wat veel slachtoffers maakte en, idealiter, de vijand zou aansporen om aan te vallen in een gedesorganiseerde charge. In dit geval zou de Germaanse cavalerie dit echter niet kunnen doen omdat de infanterie die tussen hen verborgen was hen niet zou kunnen bijhouden. Daarom wachtten ze waarschijnlijk op een aanval van de Romeinse cavalerie, ofwel rukten ze traag op.
De Romeinse zware cavalerie voerde nu een charge uit op de Germaanse. In het daaropvolgende gevecht wierp Chnodomars strategie zijn vruchten af. De verborgen krijgers te voet richtten een ravage aan door de paarden neer te halen en daarna hun berijders te doden op de grond. Omdat ze bang waren geworden door deze tactiek en omdat een van hun tribuni gewond was geraakt, raakten de katafrakten in paniek en vluchtten. In hun vlucht reden ze in op de Romeinse infanterie op de rechterflank, die echter de formatie konden behouden dankzij de bekwaamheid van de regimenten auxilia palatina van de Cornuti en Brachiati die daar opgesteld stonden. De katafrakten vluchtten tot achter de infanterielinies, waar het de persoonlijke tussenkomst van Julianus zelf vereiste om hen weer te verzamelen. Zosimus zegt dat een regiment van de katafrakten weigerde om terug tekeren naar het gevecht en dat ze na het gevecht gedwongen werden door Julianus om vrouwenkledij te dragen als straf. De prestatie van de rest van de cavalerie wordt niet beschreven door Ammianus, maar ze zullen verplicht geweest zijn om zich samen met de katafrakten terug te trekken. Toch is het niet zeker of ze hen volgden tot achter de infanterielinies of, waarschijnlijker, zich opnieuw opstelden op de rechterflank. Het is echter duidelijk dat de Germaanse cavalerie geen voordeel kon halen uit zijn succes door de Romeinse rechterflank te omsingelen. Niettemin had Chnodomar Julianus' beste kans op een snelle overwinning tenietgedaan.
Nadat ze moed gekregen hadden door de successen van hun cavalerie slaakten de infanteriesoldaten van de Germanen een luide brul en renden naar de Romeinse linie, die een schildmuur vormde van elkaar overlappende schilden. In het centrum vielen de Germaanse krijgers herhaaldelijk de Romeinse schildmuur aan, want ze hoopten om door te kunnen breken door hun getaloverwicht en brute kracht. Maar de aaneengesloten rangen van de Romeinen, met hun schilden "zoals in een testudo" hielden ze hen een lange tijd tegen, wat zware verliezen toebracht aan de Germanen die zich roekeloos op de speren van de Romeinen stortten. Toch vormden een groep Germaanse stamhoofden en hun beste krijgers een dichte formatie (globus) en chargeerden op de Romeinen, want ze werden doorgelaten door de andere Germanen. Dit was blijkbaar een formatie die ook gebruikt werd door de Romeinen en bekend stond als het "varkenshoofd" (caput porcinum), een wigformatie beschermd door krijgers aan de buitenkant. Ze slaagden in hun opzet om door het centrum van de Romeinse frontlinie te breken. Dit was mogelijk noodlottig geweest voor de Romeinen. Maar ondanks het feit dat ze nu in twee gedeeld was, stortte de Romeinse frontlinie niet in: de ervaren regimenten konden de vleugels intact houden.
Ondertussen, op de Romeinse rechterflank, moet Severus de voorbereide hinderlaag verwacht hebben, en hij wilde volgens Ammianus niet oprukken naar het bos. Libanius spreekt dit echter tegen, want hij zegt dat de Romeinen een charge uitvoerden op de Germanen en hen van hun schuilplaatsen verdreven. Maar het is waarschijnlijk dat de verborgen Germanen enkel hun geduld verloren, weggingen uit het bos en Severus' divisie aanvielen, enkel om op de vlucht gedreven te worden door Severus' troepen.
Ondertussen brak een groot aantal Germanen door de breuk in de Romeinse frontlinie en voerden een charge uit op het centrum van de achterste linie van de Romeinen. Deze positie werd bezet door het legioen van de Primani, een elitelegioen, samen met Batavische cohorten, die de Germaanse aanval stopten en daarna een tegenaanval deden, waarbij ze de Germanen op de vlucht dreven. De breuk in de frontlinie werd waarschijnlijk hersteld, ofwel door de gescheiden vleugels van de frontlinie die zich weer bij elkaar aansloten, ofwel door de Primani uit de achterste linie die naar voren kwamen (Ammianus zegt niet hoe de breuk hersteld werd). De frontlinie, die nu verlengd was aan de linkerflank door de achterste linie (en waarschijnlijk ook door Severus' divisies), begon nu de Germanen terug te drijven, en sloten hen meer en meer in. Op dit moment waren de Germanen al uitgeput en gedemoraliseerd omdat ze geen vooruitgang boekten en al heel wat mannen verloren waren. Hun leger zat nu vast in een Romeinse halve maanformatie, met de troepen op de flanken die neergemaaid werden en degenen die in het midden samengepakt waren niet in staat waren om te bewegen. Uiteindelijk, na nog meer druk van de Romeinen, stortte de Germaanse linie in: paniek begon zich te verspreiden door de rangen en de Germanen verbraken de formatie en renden voor hun leven. Velen liepen echter niet snel genoeg: ze werden achtervolgd helemaal tot aan de Rijn door Romeinse cavalerie en infanterie, en velen werden neergemaaid terwijl ze aan het rennen waren. Een groot aantal probeerde over de Rijn te zwemmen, maar velen verdronken, geraakt door Romeinse projectielen of naar beneden getrokken door hun bepantsering.
Ammianus zegt dat er 6.000 Germanen sneuvelden op het slagveld en tijdens de achtervolging over land. Libanius geeft echter een aantal van 8.000. Duizenden verdronken toen ze probeerden om de rivier over te zwemmen. Het is dus waarschijnlijk dat ongeveer een derde van het Germaanse leger het leven liet. Het lijkt er echter op dat het grootste deel ontsnapte, waaronder de acht reges samen met Chnodomar. De Romeinen verloren slechts 243 man, waaronder vier tribuni (bevelhebbers over een regiment), waarvan twee leiders van de katafrakten.
Chnodomar en zijn gevolg probeerden te ontsnappen met paarden, want ze hoopten om enkele boten die klaarlagen voor zo'n noodgeval bij het vernielde Romeinse fort van Concordia (Lauterbourg) te bereiken, ongeveer 40 km stroomafwaarts van Straatsburg. Ze werden echter ingehaald door een squadron Romeinse cavalerie in een bos op de oever van de Rijn en gaven zich over. Hij werd voor Julianus, die hij om genade smeekte, gebracht en werd gezonden naar het hof van Constantius in Mediolanum (Milaan). Niet veel later stierf hij aan een ziekte in een kamp voor barbaarse gevangenen in Rome.

## Nasleep

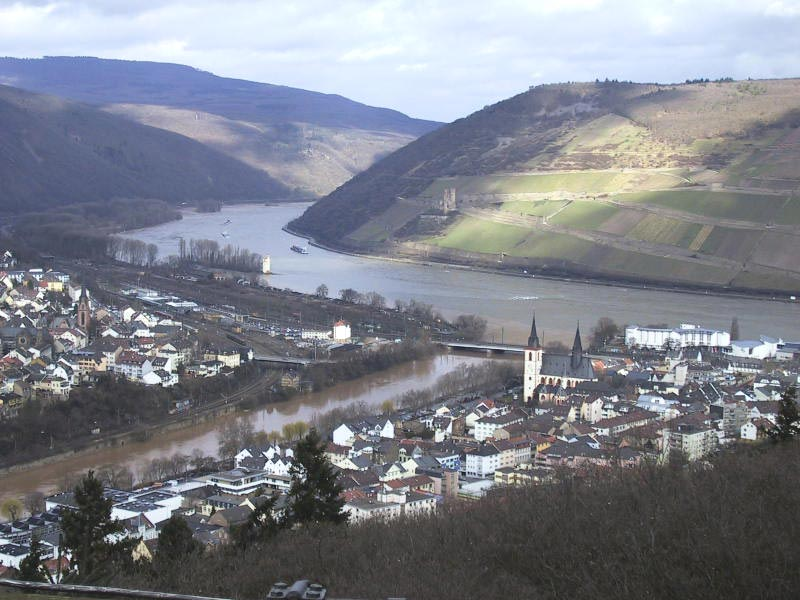
De rivier de Rijn, in de vierde eeuw de grens van het Romeinse Rijk met het barbaarse Germanië.

Na de slag werd Julianus Augustus (medekeizer) verklaard door zijn troepen, maar hij weigerde deze titel, die legaal enkel kon gegeven worden door de heersende Augustus, Constantius. Gezien de neiging van deze laatste om veel mensen te vermoorden die mogelijke mededingers naar de troon waren is Julianus' voorzichtigheid begrijpelijk, hoewel het hem niet op betere voet bracht bij Constantius.
De onmiddellijke nasleep van de slag was een krachtige "etnische schoonmaakveldtocht" omdat alle Alemannenfamilies die in de Elzas waren op bezet land bijeengedreven werden en verdreven werden uit het keizerlijke gebied.
De slag was een keerpunt in Julianus' pogingen om de Rijngrens te herstellen. Tot dan toe moest Julianus zijn veldtochten houden in Gallië, terwijl de barbaren het initiatief hadden. Ze speelden een kat-en-muisspel met zijn leger en bezorgden een enorme economische schade aan een levensbelangrijk deel van het rijk. Nu kon Julianus de oorlog naar zijn vijand brengen. Hij viel elk jaar de landen achter de Rijn aan om de gebieden van de stammen daar te verwoesten tot ze wilden aanvaarden dat ze schatplichtig zouden worden aan het Romeinse Rijk. Ondertussen kon hij ook de verwoeste Romeinse forten aan de grens herstellen.
Nog steeds in 357 liet Julianus op de slag een inval in het Alemannengebied achter de Rijn volgen. Nadat hij een enorm groot deel van hun landen verwoest at, begon hij een fort in de Agri Decumates (Zwarte Woud) te herbouwen dat oorspronkelijk gebouwd was door Trajanus in de vroege tweede eeuw. Daarna gaf hij de angstige barbaren een vredesverdrag van tien dagen.
In 358 richtte Julianus zijn aandacht op de Frankische stammen. Hij stak de Rijn over en dwong de stammen van de Salii en de Chamavi zich over te geven en tributarii te worden (schattingsbetalers). Daarna herstelde hij drie belangrijke forten op de Maas. Uiteindelijk richtte hij zijn aandacht weer op de Alemannen. Hij stak de Rijn over bij Mainz en dwong de nieuwe koningen Hortarius en Surmarius zich over te geven.
In 359 herstelde Julianus zeven forten en de stadsmuren van de steden die bij het midden van de Rijn stonden, waaronder Bonna (Bonn) en Bingium (Bingen am Rhein), door de Alemannen te dwingen om voorraden te voorzien en het werk te doen. Daarna stak hij de Rijn over, stak het gebied van de stammen die hem schatplichtig waren over en vernielde het land van de andere koningen die gevochten hadden bij Argentoratum, waaronder Westralp. Allen werden gedwongen om zich te onderwerpen en duizenden Romeinse burgers die ze hadden gedeporteerd en tot slaaf gemaakt tijdens de jaren waarin ze gemakkelijk konden plunderen, terug te geven.
Tegen 360 was Gallië voldoende veilig om Julianus toe te laten om ongeveer 3.000 man versterkingen onder magister armorum Lupicinus naar Britannië te sturen, dat leed onder een grote land- en zee-invasie van de Picten uit Caledonië (Schotland) en de Scoti uit Hibernië (Ierland). Maar op hetzelfde moment kreeg Julianus het bevel van Constantius, die niets wist over de Britse expeditie, dat hij 4 auxilia palatinaregimenten plus een aantal squadrons cavalerie (ongeveer 2.500 man) onder Lupicinus naar het oosten zou sturen als versterkingen voor de oorlog tegen de Perzen. Dit zorgde bijna voor een muiterij onder Julianus' soldaten, die hem opnieuw Augustus verklaarden. Hij weigerde opnieuw, maar deze keer stonden de troepen erop, want ze maakten het duidelijk dat ze zouden muiten als hij weigerde en dat ze met of zonder hem op zouden rukken tegen Constantius. Julianus, gealarmeerd, maar tegelijk ook lichtjes vergenoegd, accepteerde de titel en schreef een verontschuldigende brief naar Constantius waarin hij uitlegde aan Constantius waarom hij gevonden had dat het noodzakelijk was geweest om toe te geven aan de wensen van de soldaten en waarin hij de bekrachtiging van de keizer vroeg. Dit werd echter geweigerd door Constantius, die antwoordde dat Julianus weer Caesar moest worden en dus zijn titel Augustus moest opgeven. Julianus negeerde het bevel, maar om zijn goede bedoelingen te bewijzen hield hij zijn soldaten bezig zodat ze niet zouden kunnen muiten. Hij stak de Rijn over en viel de stam van de Attuarii aan uit de Frankische confederatie.
In 361 besloot Julianus echter toch om op te rukken tegen Constantius en de twee keizers maakten hun legers in gereedheid om het pleit te beslechten. Maar het rijk werd echter nog een burgeroorlog bespaard door de plotselinge dood van de keizer in Klein-Azië.
Als enige keizer (361-3) bezweek Julianus, zoals zoveel Romeinse leiders voor hem (bv. Crassus, Trajanus, Septimius Severus,...) aan het "Alexander de Grote-syndroom": het verlangen om te wedijveren met de Macedonische generaal en het Perzische Rijk te veroveren. Hij viel Mesopotamië binnen aan het hoofd van een enorm leger van 65.000 man. Maar de veldtocht was een ramp: Julianus zelf sneuvelde en zijn leger werd gedwongen om zich terug te trekken met enorme verliezen. Hoewel het grootste deel van dit leger deel uitmaakte van de oostelijke comitatus en van het persoonlijke leger van de keizer, zou de comitatus van Illyricum en Gallië zonder twijfel troepen verloren hebben om het troepentekort op te vullen. Het resultaat was dat Gallië in 366 opnieuw werd binnengevallen door Alemannen en Julianus' werk weer helemaal ongedaan gemaakt werd. Dit dwong Julianus' opvolger, Valentinianus I, om jaren bezig te zijn met als het ware een herhaling van Julianus' Gallische Veldtocht.

## Romeinse leger
De samenstelling van Julianus' leger bij Straatsburg kan enkel gedeeltelijk gereconstrueerd worden. Ammianus geeft slechts van vijf regimenten de naam in zijn verslag over de slag zelf. Maar op andere punten van Ammianus' verslag van Julianus' veldtochten in Gallië, en ook in Zosimus' relaas, zijn er vermeldingen van andere regimenten in zijn comitatus, die zeer waarschijnlijk ook bij Straatsburg waren.
Een comitatus bestond op dat moment waarschijnlijk uit slechts drie types regimenten, allemaal van de beste, Palatijnse kwaliteit: vexillationes (cavalerie) en legiones en auxilia (infanterie). Er is veel onzekerheid over de grootte van de eenheden in het Laat-Romeinse leger. De officiële sterkte van vexillationes en legiones lijkt respectievelijk 800 en 1.200 man bedragen te hebben. Maar verslagen geven sterkten van respectievelijk slechts 400 en 800 man. Meestal wordt er aangenomen dat de vexillationes 500 man bedragen hebben en de legiones palatinae 1.000 man. De sterkte van de auxilia palatinaregimenten wordt betwist. Ze kunnen even groot geweest zijn als de legioenen, of slechts half zo groot. Dit laatste is waarschijnlijker, omdat het het beste overeenkomt met beschikbare bronnen. Verder, als een auxilium dezelfde grootte had als een legioen, zou er weinig zin zijn om een onderscheid te maken tussen deze twee eenheden.
De bronnen geven de volgende eenheden voor Julianus' comitatus:
| Infanterie Legiones (1.000 man sterk)                 | Infanterie Auxilia palatina (500 man sterk)                 | XXX | Cavalerie Vexillationes (500 man sterk) |
| ----------------------------------------------------- | ----------------------------------------------------------- | --- | --- |
| Ioviani Herculiani Primani* Moesiaci (1) Moesiaci (2) | Batavi* Regii* Cornuti* Brachiati* Celtae Heruli Petulantes |     | Normaal bewapende cavalerie Equites Gentiles Equites scutarii* Zware cavalerie Equites cataphractarii (1)* Equites cataphractarii (2)* Lichte cavalerie Equites Dalmatae Equites sagittarii* |
| Totaal (inf.) 5.000                                   | Totaal (inf.) 3.500                                         |     | Total (cav.) 3.000 |

De Ioviani en Herculiani en de equites Dalmatae worden niet vermeldt door de bronnen als eenheden van Julianus, maar wel als deel van de Gallische comitatus van usurpator Magnentius. Het is daarom waarschijnlijk dat ze ook aanwezig waren in Julianus' leger. Waarschijnlijk zijn er een aantal van auxiliaregimenten (en waarschijnlijk die van een legioen) niet vermeld in de bronnen. Als dit zo is, is minstens een van deze eenheden een eenheid sagittarii (boogschutters), want een comitatus onvolledig zou zijn zonder boogschutters. Daarom is het het waarschijnlijkst dat Julianus' leger bij Straatsburg bestond uit 5-6 legiones en 10-14 auxilia infanterie en 6 vexillationes cavalerie.
Wat betreft de cavalerie vermeldt Ammianus enkel de cataphracti in zijn verslag van de veldslag. Maar het is zo goed als zeker dat ze slechts een deel uitmaakten van de cavalerie. In het Laat-Romeinse leger was slechts 15% van de cavalerieregimenten zwaarbewapende cataphracti. Deze waren vooral geschikt voor een snelle charge om zo de vijandige linies te breken. Twee tribuni (bevelhebbers van een regiment) van katafrakten werden gedood bij Straatsburg. Er waren dus minstens twee vexillationes katafrakten (1.000 man) aanwezig in de slag. Ergens anders in het verslag van Ammianus of Zosimus staat vermeld dat er ook een regiment Gentiles en scutarii aanwezig waren in Julianus' comitatus. Maar deze waren normaal bewapende eenheden die het grootste deel (61%) van het late leger vormden. Ook waren ze het best geschikt voor man-tot-man gevechten. Er is ook vermelding van lichte (onbewapende) eenheden equites Dalmatae (speerwerpers) en equites sagittarii (ruiterboogschutters). Ze werden gebruikt voor hinderlagen en achtervolgingen. Het waarschijnlijkste scenario dat al dezen aanwezig waren bij Straatsburg, met elk twee vexillationes van zware, normale en lichte cavalerie. Het is dus waarschijnlijk dat de katafrakten ongeveer een derde van Julianus' cavalerie bij Straatsburg vormden, een ongewoon groot aantal. Daarbij had Julianus ook zijn eigen persoonlijke escorte van 200 uitgekozen cavaleriesoldaten. Dit was waarschijnlijk een detachement van een van Constantius' scholae (de beste cavaleriesquadrons, die dienden als de keizerlijke lijfwacht. Er wordt geloofd dat ze 500 man sterk waren).
Wat betreft de slaglinie krijgen we weinig informatie van Ammianus. Hij zegt dat de rechterflank van elke linie, front- en reservelinie, bezet werd door twee auxiliaregimenten en het centrum van de reservelinie ingenomen werd door het Primanilegioen.

## Tegenstanders vergeleken

### Romeinen
Volgens Ammianus zei een deserteur aan Chnodomar dat Julianus 13.000 man bij zich had in Tres Tabernae (Saverne). Dit laat echter de mogelijkheid open dat hij nog meer troepen had opgeroepen om zich bij hem aan te sluiten voor de slag. Het is mogelijk dat Severus' divisie pas later toegevoegd werd, want het wordt vermeld dat terwijl Julianus in Tres Tabernae was dat Severus' mannen hun kamp hadden bij Barbatio's leger. Libanius zegt dat Julianus 15.000 man onder zijn leiding had. Als dit waar is, kan de toegevoegde 2.000 man Severus' divisie geweest zijn. Het is ook mogelijk dat Julianus enkele eenheden limitanei had opgeroepen om zich aan te sluiten in zijn comitatus voor de veldslag. Zosimus zegt dat Julianus bij zijn aankomst in Gallië een groot rekruteringssysteem in gang zette. Dit zou vooral gediend hebben om de limitaneiregimenten te herstellen die ontbonden waren tijdens de jaren van anarchie. Daarom kan Julianus' leger iets meer dan 15.000 man geteld hebben.
Julianus' comitatus was van een hoge kwaliteit, want hij bevat sommige van de beste regimenten van het Laat-Romeinse leger, met een beroemde gevechtsreputatie. De comitatus was echter maar op halve sterkte. Alle soldaten waren palatini (de eliteregimenten). Een groot deel van zijn troepen waren barbaars, vooral Germaans, van geboorte. Een analyse van bekende namen van officiers en soldaten in de auxilia palatinaregimenten suggereert dat ongeveer tussen de 33 en 50% barbaars van geboorte waren (de Romeins geborenen waren vooral Gallo-Romeinen). Van de Germaanse rekruten zou het grootste deel Alemannen geweest zijn. Er is weinig tot geen bewijs dat dit hun loyaliteit aantastte. Integendeel, het verslag van Julianus' Gallische Veldtocht toont dat zijn barbaarse troepen erg loyaal en betrouwbaar waren. Het is waar dat er een aantal zaken van Germaanse deserteurs zijn die zich aansloten bij de vijand, maar dit was meestal te wijten aan persoonlijke redenen, niet aan etnische solidariteit. De enige opgeschreven vermelding van dit laatste was een officier die de leden van zijn eigen stam meldde dat Julianus plande om een veldtocht tegen hen te houden. Het is duidelijk dat de loyaliteit aan regimenten meestal belangrijker was dan de loyaliteit aan de stam. Dit wordt bewezen door het felle enthousiasme van Julianus' troepen om te vechten met de vijand en de vastbeslotenheid tijdens de veldslag (drie van de 4 tribuni die sneuvelden in de slag hadden barbaarse namen). Wat betreft de training waren de Romeinse soldaten professioneel, want ze waren altijd al gedrild geweest in formaties, manoeuvres en gevechtstechnieken. Hun belangrijkste voordeel in een veldslag was dat ze zo goed in formatie konden vechten: de mogelijkheid om een positie vast te houden en om de positie van gesneuvelde medesoldaten te vervangen, zodat de eenheid zijn samenhang behield in een gevecht of in een beweging.
Er wordt geschat dat Julianus' leger 3.000 man cavalerie bevatte (6 vexillationes van elk ongeveer 500 man). Dit is ongeveer 20% van het volledige leger, wat in proportie is met het Laat-Romeinse leger in het algemeen. De Romeinse cavalerie was duidelijk de betere van Chnodomars wat betreft de bewapening en training, net als specialisatie. De Romeinen zetten niet enkel lichte, onbewapende cavalerie in zoals de Germanen, maar ook normaal bewapende (met een maliënkolder) en zwaarbewapende cavalerie. De lichte cavalerie bestond uit een regiment equites Dalmatae, speerwerpers die in gebruik lijken genomen te zijn in de derde eeuw, en een regiment ruiterboogschutters (equites sagittarii). Dit waren snelle ruiters die goed konden manoeuvreren en gespecialiseerd waren in korte aanvallen, achtervolgingen en hinderlagen. De zwaarbewapende ruiters werden cataphractarii of clibanarii genoemd (deze termen waren waarschijnlijk identiek en zeiden waarschijnlijk niets over een verschil in bewapening). Deze waren van tand tot teen bewapend in een schubbenpantser en/of een lamellenpantser. Als belangrijkste wapen droegen ze een contus, een lange, zware lans. Ze droegen ook nog een zwaard. Omdat Ammianus minstens twee cataphractariiregimenten vermeldt, vormden ze waarschijnlijk ongeveer een derde van de Romeinse cavalerie (1.000 man).
Ammianus vermeldt een vexillatio van equites sagittarii (ruiterboogschutters) bij Straatsburg. Het is ook waarschijnlijk dat er minstens een regiment normale boogschutters deelnam aan de slag, waarschijnlijk een auxilium sagittarii (boogschutters). Er waren dus waarschijnlijk 1.000 boogschutters bij de Romeinen. Verder was er waarschijnlijk ook nog een aantal infanterie-eenheden dat boogschutters bevatte.

### Alemannen
Ammianus zegt dat de Alemannen een leger hadden van 35.000 man. Dit kan kloppen met twee andere aantallen die gegeven worden voor Alemannische legers op een ander tijdstip in de geschiedenis: een leger van 40.000 in 378 en een leger uit 366, verdeeld in drie met elke divisie 10.000 man sterk. Niettemin zien verschillende historici Ammianus' aantal onrealistisch hoog. Er is zelfs gesuggereerd dat de Alemannen bij Straatsburg slechts 15.000 man bedroegen, ongeveer hetzelfde aantal als de Romeinen. Deze berekening is gebaseerd op de veronderstelling dat de gemiddelde gegeven grootte van de Alemannische plundergroepjes (800 man) de maximale mankracht van een pagus weergaf. Voor verschillende redenen lijkt de mediaan van deze aantallen de meest aannemelijke: ongeveer 25.000 man. Een aantal van 800 krijgers per pagus lijkt klein, gezien de context van de volledige populatie van de Alemannen. Deze was verdeeld in ongeveer 20 pagi, ongeveer 6-7.000 personen, of 1.200-500 krijgers per pagus (als aangenomen wordt dat, zoals meestal, 20% van de populatie krijger was). Als daarvan het gemiddelde genomen wordt, zijn er 1.350 krijgers, wat een maximum van 27.000 krijgers geeft. Het is echter onrealistisch dat alle krijgers aanwezig waren bij Straatsburg, want dan zou er niemand zijn om de pagi te bewaken. Dit zou ook betekenen dat er op dat moment niemand ziek of afwezig was, of gewoon niet wilde meevechten. Zelfs als de Alemannische koningen bevolen hadden aan iedereen om zich te mobiliseren, lijkt het waarschijnlijk dat ongeveer een derde afwezig geweest zou zijn, waardoor er nog ongeveer 18.000 man zou geweest zijn bij Straatsburg. Hier moeten echter de niet-Alemannische bondgenoten aan toegevoegd worden, waarvan het aantal onbekend is, maar er wordt verondersteld door Drinkwater dat dit 5.000 bedroeg.
Iets anders dat de aantallen van de Germanen kan aantonen is het leger van Rome dat nodig werd geacht om met hen af te rekenen: 40.000 (Julianus' 15.000 plus Barbatio's 25.000). In de veronderstelling dat de Romeinse militaire planners een 2 tegen 1 overwicht wilden hebben om succes te garanderen, zou dat suggereren dat de Alemannische sterkte in de Elzas ongeveer 20.000 man bedroeg. Op basis hiervan is het midden van de moderne schatting en Ammianus' aantal, 25.000, het aannemelijkste.
Er zou ook vermelding gemaakt moeten worden van een historicus uit de negentiende eeuw, Hans Delbrük, die zei dat de Alemannen zwaar in de minderheid waren bij Straatsburg. Hij zei dat ze slechts 6-10.000 man hadden. Maar hiervoor is er geen beschikbaar bewijs.
1. Er sneuvelden 6.000 Alemannen in de strijd, een aantal dat waarschijnlijk juist is, gegeven het Romeinse gebruik om de gesneuvelde vijanden na de slag te tellen. Daarbij verdronk er een groot deel toen ze de Rijn probeerden over te steken (ongeveer 2.000, als Libanius' aantal van 8.000 dode Alemannen juist is). Dus als Delbrüks schatting correct is, werd als het ware elke Aleman gedood, wat onwaarschijnlijk lijkt: alle Alemannische koningen (en bij uitbreiding hun gevolg) uitgezonderd Chnodomar konden ontsnappen.
2. Ammianus' relaas maakt duidelijk dat Chnodomar een ongewoon sterke lichting beval. Een bewijs hiervan is de aanwezigheid van acht Alemannische koningen en de niet-Alemannische bondgenoten.
3. Het is erg onwaarschijnlijk dat Chnodomar een veldslag tegen de Romeinen geriskeerd zou hebben met een kleiner leger. Hij zou tegen een bevelhebber, waarvan geweten was dat hij kundig was, in de meerderheid moeten zijn. In dit geval waren de Romeinen in de minderheid met 1,5 tegen 1, eerder dan de 3 tegen 1 die Ammianus geeft.

Chnodomars mannen waren van een veel mindere kwaliteit dan die van Julianus. Zijn beste krijgers waren de professionele gevolgen van de regales (koninklijke klasse, ringgevers genoemd door de Germanen), georganiseerd in oorlogsbendes. Ze waren goed bewapend met harnassen en zwaarden, naargelang hun meesters status. Het grootste deel van zijn mannen echter, was een tijdelijke lichting, lichtbewapend en dikwijls onervaren, zoals de meeste Germaanse legers uit die tijd, die steunden op lichte bewapening en snelheid. Bij de Alemannen is er ook weinig bewijs over formaties of manoeuvres. Het professionele gevolg van de regales kan dit misschien gedaan hebben, vooral omdat de Germaanse legers nu erg bekend waren met de Romeinse manier van oorlogvoeren. Ammianus' verslag vermeldt een globus (massa) van de beste krijgers die samenkwamen in het hoogtepunt van de slag en door de Romeinse linie braken. Daarbij is het ook waarschijnlijk dat sommigen in het verleden in het Romeinse leger gediend hadden. Maar het grootste deel van Chnodomars mannen bestond uit tijdelijke lichtingen, waarvan de uitrusting en ervaring beperkt was. Volgens Ammianus moesten ze vertrouwen op een geconcentreerde frontale charge om door te breken enkel en alleen door hun aantallen, en ze bleken geen partij te zijn voor de Romeinen in de laatste fase van de slag, een aanslepend gevecht van dichtbij.
De grootte van Chnodomars cavalerie is onbekend, maar was waarschijnlijk klein, aangezien het dichtbeboste land van de Alemannen niet geschikt was voor grote cavalerieoperaties. De meeste van de Alemannische ruiters waren edelmannen en hun gevolg, aangezien enkel zij een oorlogspaard konden betalen. Het is onwaarschijnlijk dat Chnodomars cavalerie groter was dan 1.750 ruiters in totaal, ervan uitgaande dat het element cavalerie gelijkaardig was aan dat van 7% van tijdens het Romeinse burgerleger, aangezien ze toen ook enkel gerekruteerd werden uit de rijkste klasse.
Ammianus zegt niets over boogschutters aan de Allemannische zijde. Het is bijna zeker dat de Germanen geen ruiterboogschutters, aangezien dit overgenomen was door de Romeinen van de Parthen. Ook is de Germaanse langboog niet geschikt om te gebruiken op een paard. Wat betreft de infanterie werd de boogschietbekwaamheid van de Germanen langs de Rijn gezien als verwaarloosbaar, gezien de opmerking van Agathias, een 6de-eeuwse schrijver, waarin stond dat de Franken niet wisten hoe ze bogen moesten gebruiken. Maar dit wordt tegengesproken door archeologisch bewijs en Ammianus zelf in andere delen van zijn verslag. Het is daarom zo goed als zeker dat er een tamelijk groot aantal Alemannische boogschutters aanwezig was bij Straatsburg.

### Uitrusting

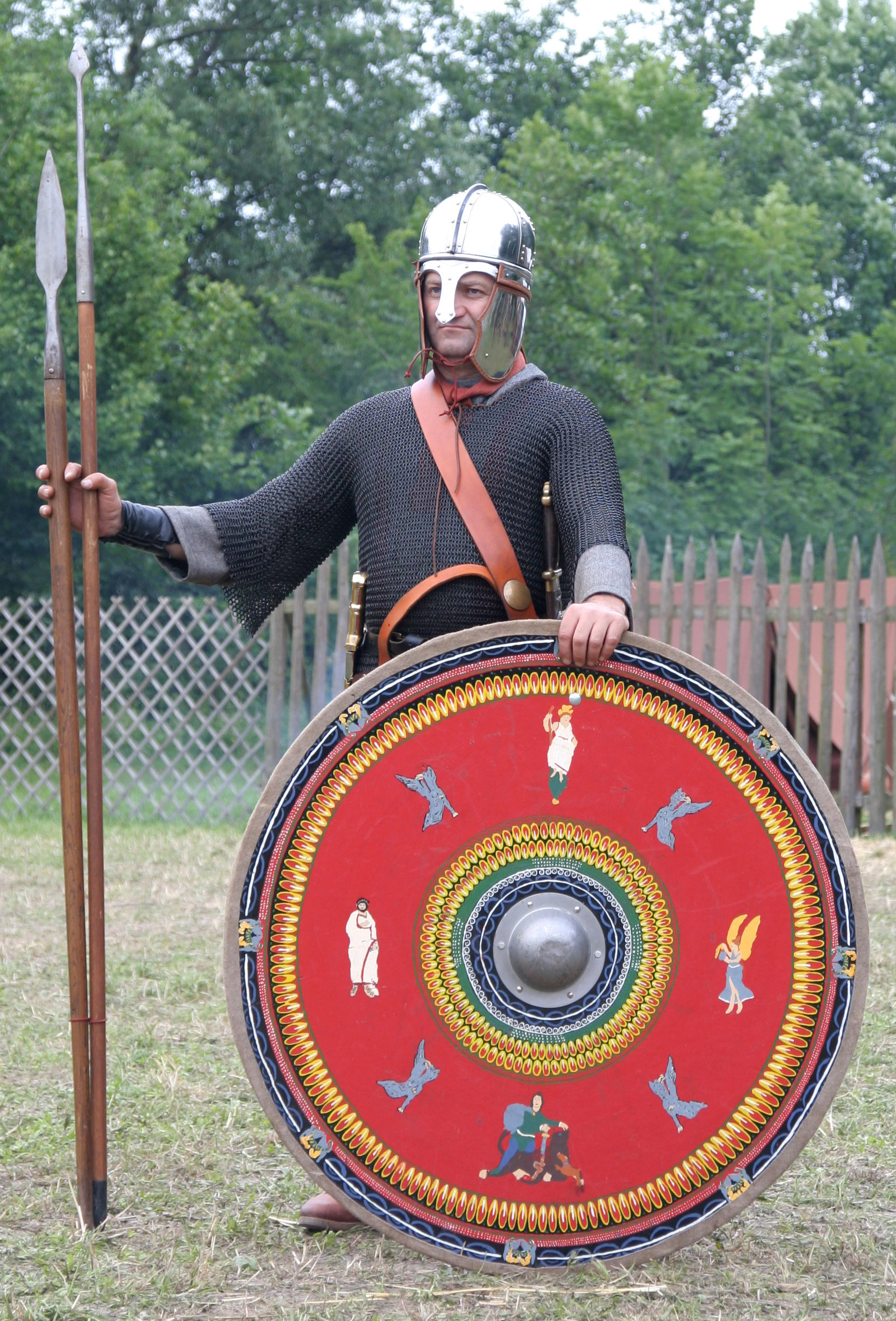
Re-enactor met de typische uitrusting van een 4de-eeuwse Romeinse infanterist.

De Romeinse militaire uitrusting werd geproduceerd in fabricae ("fabrieken") die gefinancierd werden door de staat. Hierin werd geavanceerde smeedtechnologie samengebracht met bekwame ambachtslieden. Romeinse wapens waren meestal gemaakt uit staal dat gemaakt werd binnen het rijk zelf zoals chalybs Noricus, dat beter was dan ongehard staal. In tegenstelling tot de Romeinen hadden de Germanen veel minder mogelijkheden wat betreft het staal, hoewel er bewijs is dat de productie van uitrusting in Germanië sterk verbeterd was tijdens het Principaat. Het maken van staal was ook bekend in Germania libera (spathae en rapierachtige zwaarden van flexibel staal waren in gebruik). Maar Alemannische productie van geavanceerde smeedproducten zoals metalen harnassen, helmen en zwaarden was op veel kleinere schaal dan de Romeinse. Het lijkt erop dat simpele wapens als bijlen en messen dikwijls gemaakt waren van ongehard ijzer.
Voor persoonlijke bescherming droegen de meeste Romeinse troepen metalen harnassen (meestal in de vorm van maliënkolders) en helmen, samen met schilden. Bij de Alemannen daarentegen werden metalen harnassen en helmen enkel gedragen door de leden van de sociale elite. De meeste Alemannische infanteriesoldaten droegen enkel schilden en geen metalen harnassen of helmen.
Wat betreft handwapens droegen de meeste Romeinse voetsoldaten een stootspeer (hasta) en een zwaard (spatha). Onder de Alemannen werden bijna altijd speren gebruikt, zwaarden waren waarschijnlijk minder gewoon. Edelen (optimates) en de professionele krijgers in hun gevolg of ringgevers droegen zeker zwaarden. Voor de lagere rangen is dit niet zeker. Ammianus' verslag over de slag suggereert dat velen in de Alemannische rangen zwaarden droegen. Degenen die geen zwaard hadden waren bewapend met een seax (Germaanse "messen" met een lange punt), speer en/of bijl.
Wat betreft de werpwapens voor korte afstand had een Romeinse infanterist ofwel een lange werpspeer of twee of drie korte werpsperen (lanceae) en een half dozijn plumbatae (verzwaarde werppijlen) met een effectief bereik van ongeveer 30 meter. Ammianus spreekt over een aantal verschillende projectielen die geworpen werden door de Alemannen tijdens de slag: spicula (een pilumachtige werpspeer, ook bekend als een angon), verruta missilia (korte werpsperen) en ferratae arundines (hiermee bedoelt hij waarschijnlijk werppijlen en francisca's: werpbijlen). In het algemeen lijkt er weinig verschil geweest te zijn tussen de projectielen van de Romeinen en Germanen. Ammianus zegt dat de Romeinse infanteristen hun schilden boven hun hoofd moesten houden voor een lange tijd door het aantal projectielen dat neer regende op hen.
De Romeinse standaardboog was de composietboog, een relatief compact maar krachtig wapen. Boogschutters stelden zich normaal gezien op achter de slaglinie, om over de hoofden van hun eigen infanterie te schieten, terwijl ze beschermd waren tegen de vijand.
Er werden ook bogen van verschillende types gebruikt door de Alemannen. Maar het type dat het meest in gebruik was, de langboog, kon een krachtig wapen zijn. Hij was zo groot als zijn gebruiker, en het kon pijlen afvuren met genoeg kracht om een harnas te doorboren. Zulke bogen werden gebruikt in Noord-Europa voor eeuwen; er wordt geloofd dat ze wijd verspreid waren in Germania libera in de vierde eeuw. Het verre bereik van de langboog maakte hem geschikt om verschillende salvo's af te vuren boven de hoofden van de eigen infanterie, maar de grootte maakte hem niet praktisch voor man-tot-man gevechten, of om als ruiter te gebruiken (waarvoor de composietboog wel ideaal was). In het algemeen was de uitrusting van de Romeinse soldaat uit de vierde eeuw beter dan die van hun vijanden, hoewel er een minder groot verschil was dan in de vroegere eeuwen.